# میوه تخم مرغی
میوه تخم مرغی یا کانیستل (نام علمی: Pouteria campechiana) نام یک گونه از تیره چیکوئیان است. این گیاه همیشه سبز بومی آمریکای مرکزی و جنوب مکزیک است. این گیاه به منظور میوه خاص خود در کشورهای برزیل، ویتنام، تایوان و فیلیپین پرورش داده می‌شود. اندازه میوه در سایزهای مختلف دیده شده‌است.

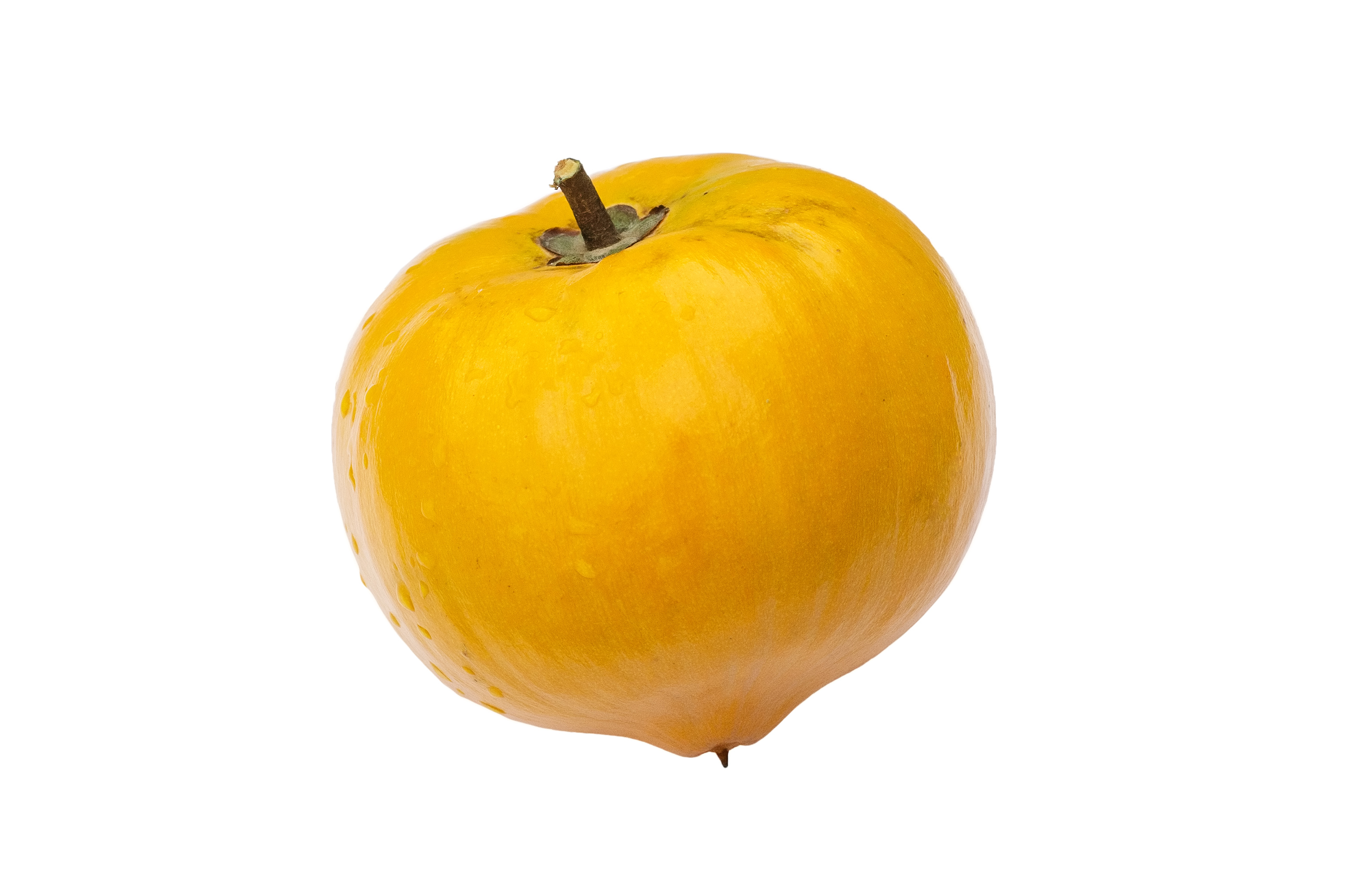
نمای کلی میوه
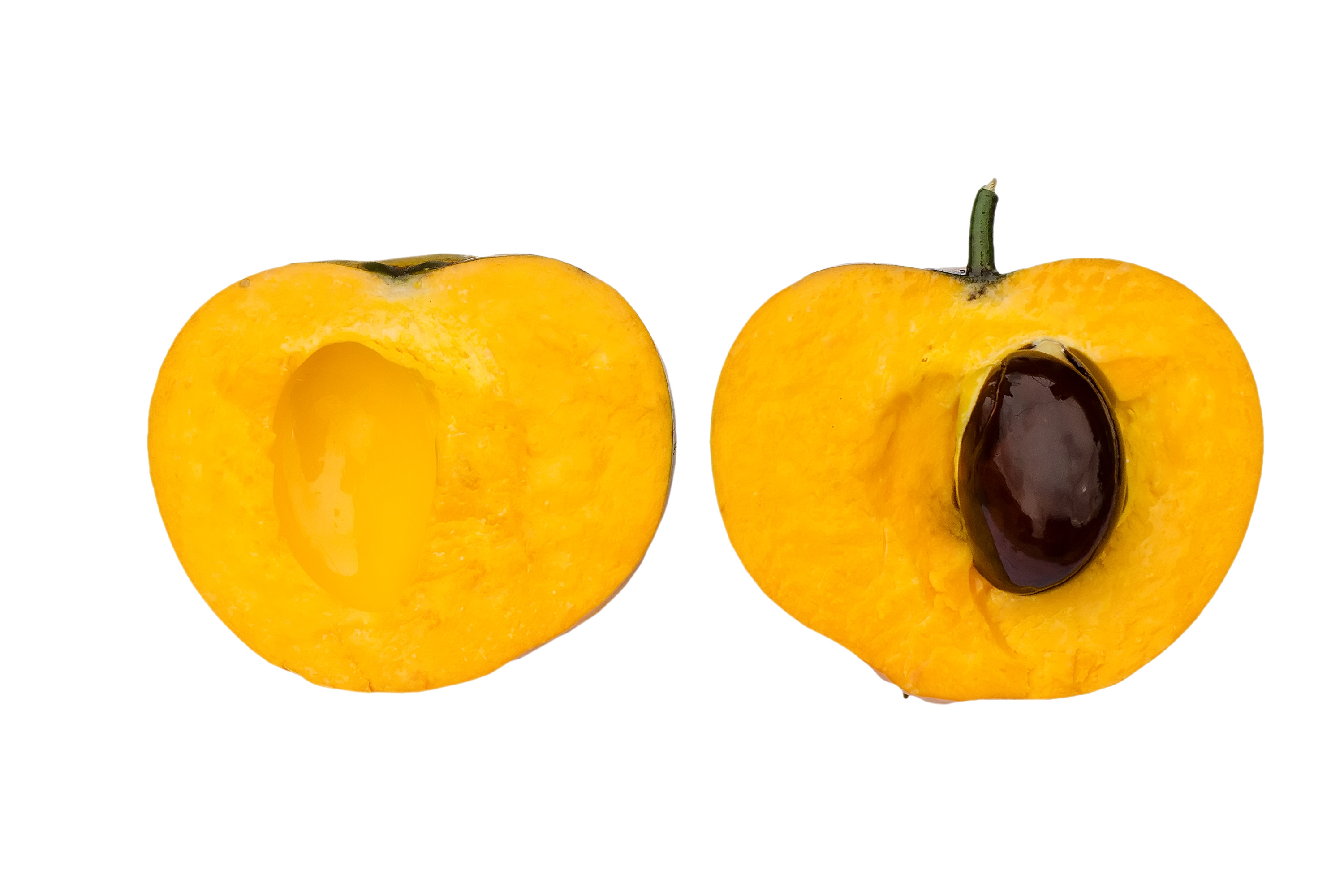
نمای برش خورده